# El Alfa & El Omega
El Alfa & El Omega es el nombre del segundo mixtape del rapero Kendo Kaponi, este fue publicado el 27 de abril de 2018 bajo el sello Flow La Movie & GLAD Empire.

## Promoción
El mixtape había tenido una gran promoción por parte del artista. Se podría deducir que el mixtape se anunció por primera vez en 2012, así que el mixtape fue muy esperado por los fanáticos de este. A mediados del 2017, el artista anunció que en febrero saldría tan esperada producción, cosa que no fue así y el álbum se demoro dos meses más poder salir completamente y así fue teniendo gran apoyo.

## Lanzamiento
En su primera semana debuta en la lista de la prestigiosa revista Billboard en Top Latin Album Sales” en la posición número 16, el disco “El Alfa y El Omega”, de Jose Fernando Rivera Morales, mejor conocido en el mundo artístico como Kendo Kaponi. A pesar de que su nueva producción salió al mercado luego de su arresto en Coamo, Puerto Rico, “El Alfa y El Omega”, distribuido por GLAD Empire y contando con 12 temas y colaboraciones junto a artistas como Ozuna, Farruko, Zion, Bryant Myers, Anonimus y Darell, entre otros colegas, ha sido definitivamente uno de los discos más solicitados del momento.
“Estoy muy agradecido con mi público por el apoyo al “El Alfa y El Omega”, un mixtape creado con mucho sacrificio y con la ayuda de muchos amigos. Espero pronto estar con ustedes y que disfruten en vivo mis nuevos temas”, así comentó el también compositor, Kendo Kaponi.
Cabe destacar la participación musical de los productores en este mixtape como Súper Yei, Jone Quest y Elliot El Mago D’ Oz, quienes captaron la esencia del estilo de Kendo y lo proyectaron en sus ritmos. Su carrera como compositor lo llevó a colaborar con artistas de la talla de Wisin & Yandel, Héctor El Father, Zion y Lennox, Tony Dize, Baby Rasta & Gringo y Cosculluela logrando así crear los cimientos para convertirse en Kendo Kaponi, “El Demonio de la Tinta”.
Camille Soto, CEO de GLAD Empire, comentó: “Para nosotros fue un reto lanzar este producto luego de la situación de el Sr. Kaponi con la justicia por lo difícil que era la comunicación, pero queda demostrado que los fanáticos son los que definen a los artistas y que el talento de Kendo es incuestionable. Gracias a ellos y a Kendo por confiar en GLAD como distribuidora independiente para lanzar su producto”.

## Lista de canciones
| N.º   | Título                                                                     | Duración |  |
| 1.    | «El dios del rap»                                                          | 4:06     |  |
| 2.    | «Te cambie»                                                                | 4:20     |  |
| 3.    | «Te amo con odio» (con Zion)                                               | 5:11     |  |
| 4.    | «Amor» (con Farruko)                                                       | 4:03     |  |
| 5.    | «No somos iguales» (con Darell, Pacho El Antifeka y Juanka El Problematik) | 6:11     |  |
| 6.    | «Puta y pistola»                                                           | 4:30     |  |
| 7.    | «Interlude»                                                                | 2:49     |  |
| 8.    | «Hola» (con Darlene)                                                       | 5:26     |  |
| 9.    | «Paso» (con Ozuna)                                                         | 4:02     |  |
| 10.   | «Fuego» (con Noriel, Bryant Myers, Pacho El Antifeka y Anonimus)           | 5:16     |  |
| 11.   | «Para mi esposa»                                                           | 3:50     |  |
| 12.   | «Dos caras»                                                                | 3:20     |  |
| 53:09 |                                                                            |          |  |

## Posicionamientos
| Listas (2018)                      | Mejor Posición |
| ---------------------------------- | -------------- |
| Estados Unidos (Latin Album Sales) | 16             |